# 戴文采
戴文采（1956年3月26日—2020年8月1日），臺灣苗栗人，原籍遼北西安。臺灣作家。出版有小說、散文、評論、劇本、新詩等。苗栗大同國小、國立台中女中、東海大學中文系畢業。

## 生平
中學開始創作，曾發表於新生報等。大學作品獲復興文藝營小說獎，獲選中華文藝之三十四顆星光。大學畢業曾任教國中，新聞媒體編輯。1983年底出國前，小說《昔人已杳》曾進入時報文學獎決選前三名；此小說書寫中華民國國軍老兵渴望返鄉，遭蔣經國阻攔不准許發表，故而摘除獎項。《昔人已杳》等早期作品，後由洪範書店結集出版為戴文采第一本小說集《哲雁》。
1983年底赴美，後進入洛杉磯美洲中報，打開對古典文學原鄉中國書寫的激情，陸續出版作品《天才書》、《我最深愛的人》、《蝴蝶之戀》、《女人啊女人》、《那一夜在香港》、《在陌生的城市》。
2009年開始，旅居香港及廣東等地，於2013年在中國大陸出版散文集《我的鄰居張愛玲》、散文集《今日菖蒲花》、小說集《夢與智的旅程》。
另有多部長篇作品於新浪博客發表，備受網民期待，惜因病沉重未能完成。
戴文采業餘愛好聲樂，在網路上有若干演唱音頻。

## 作品
哲雁 中短篇小說集 洪範書店，1989
女人啊，女人  散文集 圓神出版社，1989
蝴蝶之戀  中短篇小說集 圓神出版社，1991
那一夜在香港 散文集 中華日報出版部，1991；九歌出版社， 2006
天才書 散文集 九歌出版社，1994
在陌生的城市     長篇小說 九歌出版社，2001
我最深愛的人     散文及短篇小說集 九歌出版社，2001
我的鄰居張愛玲 散文集 九州出版社，2013
夢與智的旅程  散文及短篇小說集 九州出版社，2013
今日菖蒲花  散文集 九州出版社，2013
未出版遺作：
小說《銀紅刺桐》；譯作《春雪》；譯作《源氏物語》前八帖；小說《啼笑因緣》；評論集《紅樓未完之釵黛合一》；及大量散文、詩歌

## 評價
戴文采在兩岸文壇以文字鮮活、意象跌宕、哲思幽微，寫人狀物富有獨創性馳名。她的散文尤長於白描及意象。
作家張曉風：
“有一雙鷹眼，一顆廟前石獅子閱盡世態冷而慈悲的心，一枝弋箭般的筆，能射出又能收回。”
作家李劼：
“她的文字根底和人文素养远在张爱玲之上。她的才学足以睥睨制造了张爱玲神话的夏志清。”
“戴文采的文字，珠圆玉润，无论是小说还是散文，笔锋所至，点铁成金。”
“戴文采通常能将最难名状的诸如无声时刻、空气光线之类，刻画得轮廓分明，生趣盎然。”
“自由，对于张爱玲来说是一个特定的年代一个特定的城市。但对于戴文采来说，自由，闪现在她任何一段年龄，倘佯在她所居住过的任何一个城市，任何一方土地。张爱玲是尘世的，世故的，她决绝而去，却又无法淋漓尽致。门第身份之类通常会让人作茧自缚。相反，戴文采则秉赋天真，不谙世故，故而得以时不时地文采飞扬。”
“戴文采总是像个小姑娘一般的好动，灵气十足；同时又乐善好施，逢到任何一个求教者，全都悉心相授，且诲人不倦。她不懂如何求取功名，一如她从来不知回报。文学写作在她不过爱好而已，就像她喜欢美声唱法。可能正是这样的天然，她可以随便进出任何一部在世人看来难以企及的文学经典。”
“戴文采的雪花品性，不是白茫茫的，而是星星点点、一片一片的。她不擅长讲一个完整的故事，一如她不知道如何度过今生今世。她仿佛一出生就是不完整的，更不用说此后被命运碾作一块块碎片。那一片片的晶莹，或许就是她留给人世的一份馈赠。”
學者張瑞芬：
“自東海中文系畢業的戴文采，文字鮮活，意象跌宕。”
“戴文采學張入手，其散文的直觀敏悟，与近似神經質的感受能力，似乎比小說更貼近張爱玲，也更加成功。”
“柔情百轉，旁徵博引，娓娓抒發情感與哲思。”
“戴文采的散文，十數年来，方成三冊，產量委實不多。然而她慧黠不可捉摸，精彩處力追張愛玲。”

## 爭議
1988年4月，戴文采應《聯合報》編輯蘇偉貞之邀，採訪張愛玲未果而轉為側寫，完成散文《我的鄰居張愛玲》並於1988年5月發表於洛杉磯《美洲中報》，因詳細描寫張愛玲的私人物品，在台灣文壇引起巨大爭議。持負面態度者認為，側寫張愛玲的垃圾超越尺度，違背寫作規範。持正面態度者則認為，戴文采落筆並無出格之處，文中所寫的張愛玲，落寞與凄涼中依舊透出那一股尊嚴；且其行文風格恰是張愛玲慣常的色調。
“張愛玲垃圾事件”發生十五年之後，戴文采首次在《勞動報》透露了事件始末，指出側寫稿原稿當年曾寄張愛玲讀過，且被張愛玲以掛號信退回。